# Северен маниеризъм
Северният маниеризъм е форма на маниеризма, развита през XVI и началото на XVII век. Стилове, които в голяма степен произлизат от италианския маниеризъм, започват да се забелязват на север от Алпите в средата на века, като най-отличителни са маниеристичните орнаменти в архитектурата; тази статия е посветена на периодите и местата, където Северният маниеризъм създава най-оригиналните си и значими творби.
Трите основни центъра на стила са във Франция, особено в периода 1530 – 50, в Прага след 1576 и в Нидерландия след 80-те години на XVI век. В началото северният маниеризъм съществува благодарение на кралския патронаж, но в последните 15 години на века, когато Маниеризмът вече е в своя залез в Италия, той получава широко разпространение в Северна Европа. Причината за това са големият брой отпечатъци, които се разпространяват. В живописта той бързо запада през новия век поради влиянието на Караваджо и ранния Барок, но в архитектурата и приложните изкуства влиянието му е по-трайно.

## Зараждане
Изтънченото изкуство на италианския маниеризъм се появява по време на Зрелия ренесанс (20-те години на XVI век) като продължение, реакция и опит за надминаване на балансираността в този стил. Както обяснява критикът Хенри Зернер, „Концепцията на Маниеризма (толкова важна за съвременната критика и най-вече за подновения интерес към школата Фонтенбло) представя стил, който се противопоставя на класицизма на Италианския ренесанс, олицетворяван преди всичко от Андреа дел Сарто във Флоренция и Рафаело в Рим.“
Зрелият ренесанс е изцяло италиански феномен и италианският маниеризъм изисква творци и публика, които са се оформили под влияние на предхождащите Ренесанса стилове и чийто концепции често са пренебрегвани от господстващия вкус. Такива творци и публика трудно могат да бъдат открити в Северна Европа, където господства Готиката. Влиянието на италианските стилове се забелязва през първите десетилетия на XVI век в творбите на някои артисти като Албрехт Дюрер и Ханс Бюргмайер в Германия и при представителите на Антверпенския маниеризъм (името подвежда, защото представителите на школата нямат връзка с Италианския маниеризъм и го предхождат). Романизмът е по-силно повлиян от италианското изкуство на Зрелия ренесанс и от някои аспекти на Маниеризма, а много от ключовите му представители са пътували до Италия. Нидерландската живопис като цяло е най-напреднала в Северна Европа допреди 1400, а най-добрите нидерландски художници са по-способни от останалите да се придържат към италианските нововъведения, въпреки разстоянието.
За всяко следващо поколение артисти изолацията се превръща във все по-голям проблем. Техните творби продължават постепенно да асимилират различни аспекти на ренесансовия стил, докато най-прогресивното италианско изкуство се върти в атмосфера на осъзната изтънченост и сложност, които са прекалено далечни за северните патрони и творци. ВЪпреки това, те се радват на репутация и престиж, които не могат да бъдат игнорирани.

## Франция
Франция е пряко повлияна от италианския стил в лицето на школата Фонтенбло. От 1530 насетне флорентински творци са наемани за дакорацията на двореца във Фонтенбло, а за техни помощници са назначавани французи. Сред най-значимите представители на тази школа са Росо Фиорентино (Джовани Батиста ди Якопо де Роси 1494 – 1540), Франческо Приматичио (ок. 1505 – 1570) и Николо Дел Абате (ок. 1509 – 1571), които остават във Франция до смъртта си. Тази група успява да създаде самороден френски стил със силни маниеристични елементи, който впоследствие започва да се развива сам. Жан Кузин Стария например, създава платна като „Eva Prima Pandora“ и „Великодушие“, които със своите усукани и издължени голи тела оформят принципте на школата.
Синът на Кузен, Кузен Младия и Антоан Карон следват тази традиция и създават раздвижена версия на маниеристичната архитектура в контекста на френските религиозни войни. Иконографията на фигуралните композиции е предимно митологична, като основно място заемат богинята на лова Диана и Диан дьо Поатие, любовница и муза на Анри II. Нейната слаба и атлетична фигура с издължени крака „става модел в еротичната образност“.
Другите части от Северна Европа нямат този пряк досег с италианските артисти, но маниеристичният стил си пробива път чрез отпечатъците, илюстрираните книги и закупените от владетелите и аристокрацията италиански произведения на изкуството. Някои творци пътуват до Италия, а отделни италианци работят и на север.
Голяма част от важните творби във Фонтенбло са под формата на щукатурни релефи, които често се изпълняват от френски артисти по рисунките на италианските майстори (след което са пресъздавани като отпечатъци). Така стилът оказва по-голямо влияние върху френската скулптура, отколкото върху френската живопис. Огромните рамки, които доминират над вътрешния овал, представят множество плодове и стафажи от голи фигури, изключително обогатяват маниеристичните елементи из цяла Европа. Широкото си разпространение те получават благодарение на книгите и отпечатъците на фамилията Андруе дю Серсо – изглежда, че Росо е родоначалник на този стил.
Освен самият дворец, други важни сгради декорирани в този стил са Шато Д'Анет (1547 – 52) за Диан дьо Поатие и части от двореца Лувър. С изключение на портрета, Маниеризмът се развива под патронажа на Катерина Медичи. Нейните дворцови забави са единствените събития на север, които съперничат на представленията и триумфалните шествия, организирани от Медичите във Флоренция; всички те поставят акцент върху изобразителните изкуства. След интерлюдия, през която работата във Фонтенбло е спряна в разгара на френските религиозни войни, в последното десетилетие на XVI век се оформя „втора школа Фонтенбло“ от местни артисти.
- Паметник, съдържащ сърцето на Анри II, Жермен Пилон
- Щит на Анри II. Дизайнът е приписван на Етиен Делун
- Проект за съд, представен на Анри II, Жан Кузин Стария, 1549
- Детайл от блюдо от лиможки емайл (средата XVI век), приписван на Жан дьо Корт
- Орехова маса от втората половина на XVI век

## Прага по времето на Рудолф II
Хуманистичните и артистични вкусове на Максимилиан II (управлявал Свещената Римска империя в периода 1564 – 1576) го правят патрон на много творци, най-известни от които са Джамболоня и Джузепе Арчимболдо. Фантастичните портрети, които Арчимболдо създава са малко по-сериозни в света на късноренесансовата философия, отколкото изглеждат днес. В края на управлението си Максимилиан II създава проект за нов дворец и малко преди смъртта си се свързва с фламандския художник Бартоломеус Спрангер, който по това време има успешна кариера в Рим. Синът на Максимилиан, Рудолф II се оказва дори по-добър патрон от баща си и Спрангер никога не напуска двора му. Императорът скоро се мести от Виена в Прага, където опасността от османските нашествия не е толкова голяма. По време на управлението си (1576 – 1612) Рудолф II става ревностен колекционер на старо и ново изкуство; неговите артисти се смесват с астрономите, часовникарите, ботаниците и „магьосниците, алхимиците и кабалистите“, който императорът държи около себе си.
Творбите на рудолфова Прага са изтънчени и прецизни, а повечето картини са сравнително малки. Издължените фигури и сложните пози от първата вилна на Италианския маниеризъм са запазени, а елегантната отдалеченост на фигурите на Бронзино е преодоляна чрез творбите на Джамболоня, които представят идеала в този стил.
Отпечатъците са ключови за разпространението на стила в Германия и Нидерландия. Някои от печатарите, като най-великия от този период Хендрик Голциус, работят по рисунки, изпратени от Прага, докато други, като Егидий Садлер са привлечени в самия град. Рудолф поръчва творби от Италия, най-вече от Джамболоня, на когото Медичите не позволяват да напусне Флоренция. Четири големи митологични алегории са изпратени от Паоло Веронезе. Влиянието на императора се отразява на другите германски дворове, най-вече на тези в Мюнхен и Дрезден, където работи златарят и художник Йохан Келертхалер.
Рудолф не изпитва особен интерес към религията и „в Прага на Рудолф II е създадена изложба от митологични образи, каквато не е била виждана след Фонтенбло“. Богините обикновено са голи и е създадена атмосфера на явен еротизъм, която се среща в повечето ренесансови митологични творби. Доминиращата фигура е Херкулес, който е идентифициран с императора, както преди са правили монарсите от династиите Хабсбург и Валоа. Но не са пренебрегнати и другите богове; техните съюзи и трансормации имат важно значение за ренесансовия Неоплатонизъм и за Херметизма, на които се гледа по-сериозно в двора на Рудолф, отколкото в другите ренесансови дворове. Изглежда обаче, че въпреки това алегориите от Прага не съдържат конкретни и заплетени послания, нито скрити алхимични рецепти. Джамболоня често избира или оставя друг да избере заглавие за скулптурите си след като са завършени; за него има значение единствено формата.

### Пражкото влияние върху други художници (и техните градове)
- „Венера и Марс, изненадани от Вулкан“ (1601), Йоахим Ютевал, 21 х 16 см., маслени бои върху медна плоча, Утрехт.
- „Алегория за мира и изкуствата“ (1602), Ханс фон Аахен, Аахен
- „Градината на любовта“ (1602), Карел ван Мандер, Харлем
- „Райската градина“ (1626) на Ролан Савери е характерна за периода тема, Харлем. Рудолф е имал и голяма менажерия, в която е имало и додо, което е изобразено в много картини.

## Маниеризмът в Нидерландия
Докато артистите от Фонтенбло и Прага не променят стила си, за нидерландските му представители Маниеризмът често е фаза, през която те минават преди да възприемат стил, повлиян от Караваджо.
Маниеристичният период на печатаря Хендрик Голциус е повлиян от Спрангер и трае едва пет години – от 1585, когато прави първия си отпечатък по рисунка на Спрангер, донесена му от Прага до 1590, когато заминава за Рим, от където се връща „променен творец. След този момент той не прави повече отпечатъци на екстравагантностите на Спрангер. Огромните мускулести мъже и издължените женски голи тела с малки глави... са заменени от фигури с нормални пропорции и движения.“ Творчеството на Спрангер има широк и моментален ефект в Северна Нидерландия, където се подвизава група известна като „Харлемските маниеристи“, в която участват Голциус, Карел ван Мандер и Корнелис ван Харлем.
От части поради това, че нидерландските артисти познават творчеството на Спрангер само под формата на отпечатъци и доста свободните му рисунки, живописният му маниер не получава широко разпространение. Вместо това, те запазват по-стегнатата и реалистична техника, в която са обучавани. Много от нидерландските маниеристи сменят стила си според темата или възложителя си, а в същото време продължават да създават портрети и битови сцени в стилове, основани на местните традиции. След завръщането си от Италия Глоциус се насочва към по-спокойния прото-бароков класицизъм и творбите му именно от този период оказват огромно влияние върху останалите артисти.
Йоахим Ютевал, който се установява в Утрехт след завръщането си от Италия през 1590 е повлиян повече от италианските маниеристи, отколкото от пражките. Той продължава да рисува кухненски сцени и портрети наред с разголените си божества. За разлика от мнозина, особено от своя приятел Абрахам Бломарт, веднъж установил репертоара си от стилове, Ютевал не го променя до смъртта си през 1631.
За художниците от Нидерландия съществува и алтернативната традиция на Северния реализъм, който продължава да се развива чрез творчеството на Питер Брьогел Стария и други, а през следващия век доминира в живописта на Нидерландския златен век. Въпреки пътуването си до Италия, Брьогел не може да бъде наречен маниерист, но неговите прилежно колекционирани от Рудолф II картини, стават водещ пример в развитието на пейзажа като тема за много маниеристи, сред които Гилис ван Конингсло и синът на Брьогел Ян.
Пейзажната живопис е припознавана като нидерландска, особено в Италия, където се установяват няколко северни пейзажисти, сред които Матиюс и Пол Брил и германците Йохан Ротенхамер и Адам Елсхаймер, като последният е важна фигура за ранния Барок. Повечето от тях рисуват нидерландски панорами от висока гледна точка с малки фигури, което ги оформя като специфична група. Конингсло следва по-ранната Дунавска школа и Албрехт Алтдорфер в развитието на чистите и „близки“ горски пейзажи, които са развити от учениците му, сред които е и Ролан Савери. Бломарт рисува много пейзажи, в които съвместява тези типове като комбинира дървета в близък план с фигури и малки отдалечени гледки (виж по-долу „Пейзаж със св. Петър, проповядващ в пустошта“). Ранните пейзажи са Пол Брил са видимо маниеристични с неестествеността на фигурите и претовареността с декоративни ефекти, но след смъртта на брат си, той постепенно израства в един по-икономичен и реалистичен стил, вероятно порвлиян от Анибале Карачи.
Натюрмортът, обикновено предимно съдържащ цветя и насекоми, също се оформя като жанр през този период, като използва по нов начин границите наследени от късната нидерландска традиция в миниатюрата; Ян Брьогел Стария също рисува такива натюрморти. Темата се харесва както на аристократичните патрони, така и на буржоата, които са доста повече в Нидерландия. Това е особено вярно за протестантския север, където търсенето на религиозни творби до голяма степен отсъства.

## Полско-литовската държава
Маниеризмът доминира в Полско-литовската държава (Жечпосполита) между 1550 и 1650 година, когато окончателно е изместен от Барока. В този стил са вплетени различни маниеристични традиции, които са пряко свързани с етническото и религиозно разнообразие в страната, както и с икономическата и политическа ситуация по това време. Периодът е наричан Златен век на Жечпосполита и Златен век на Полша. Първата половина на 17 век е белязана от силната активност на йезуитите и контрареформаторите, която довежда от изчезването на прогресивните Арианци (Полско братство – северна протестантска църква, съществувала в Полша в посочения период). Виж по-долу информацията за немско-силезийския художник Бартоломеус Щробел, полски придворен художник от 1639 г.

## Разпространение чрез отпечатъци и книги
Значението на отпечатъците като средство за разпространението на маниеристичния стил вече бе споменато. Голций е най-ценения гравьор в Нидерландия, когато печатарите се сдобиват с качествени машини и разпространение в цяла Европа, които са подготвяни през предходните петдесет години и първоначално произлизат от Антверпен.
Това не се отнася за печатарството във Фонтенбло и отпечатъците, направени там (обикновено за този период все офорти) в техническо отношение са доста груби, произвеждани са в по-малки „тиражи“ и имат значение най-вече за френското изкуство. Произвеждани са в период на засилена активност, приблизително около 1542 – 1548. Произведените в Париж са предимно гравюри с високо качество; създадени са между 1540 и 1580 г. и са по-широко разпространени.
Много от отпечатъците от Фонтенбло очевидно са направени директно от скиците от декорацията на двореца и се състоят изцяло или предимно от вариации на орнаментални рамки.
- Гравюра на Рудолф II от Егидий Садлер (1603)
- „Христос и Мария Магдалена в градината“, гравюра от Садлер по Бартоломеус Спрангер
- „Венера и Купидон“, Ян Санредам, по Хендрик Голциус
- „Икар“, Хендрик Голциус
- Смесени колони от „Архитектура“ (1593 – 94) на Вендел Дитерлин

|  | Тази страница частично или изцяло представлява превод на страницата Northern Mannerism в Уикипедия на английски. Оригиналният текст, както и този превод, са защитени от Лиценза „Криейтив Комънс – Признание – Споделяне на споделеното“, а за съдържание, създадено преди юни 2009 година – от Лиценза за свободна документация на ГНУ. Прегледайте историята на редакциите на оригиналната страница, както и на преводната страница, за да видите списъка на съавторите. ВАЖНО: Този шаблон се отнася единствено до авторските права върху съдържанието на статията. Добавянето му не отменя изискването да се посочват конкретни източници на твърденията, които да бъдат благонадеждни. |